# Escala RASS de sedación-agitación
La escala de la agitación y sedación Richmond (o "RASS" Inglés "Richmond Agitation-Sedation Scale") es una escala utilizada, por la medicina, para evaluar el grado de sedación y agitación de un paciente con necesidad de cuidados críticos o está bajo agitación psicomotora. Consiste en un método de evaluación de la agitación o la sedación de los pacientes que utilizan tres pasos claramente definidos que determinan una puntuación que oscila -5 a +4.
A diferencia de otras escalas, la RASS utiliza como parámetro el tiempo que se mantiene el contacto visual con el paciente, para medir el nivel de sedación.

## Historia
La escala fue ideada por un equipo multidisciplinario de Virginia Commonwealth University School of Medicine en Richmond, EE. UU....

## Puntuación
La puntuación de cero (0) se refiere a alerta, pacientes sin aparente agitación o sedación. 
Los niveles menor que cero significa que el paciente tiene un cierto grado de sedación. 
Los niveles mayores que cero significa que el paciente tiene algún grado de agitación.
| Puntaje | Clasificación         | Descripción                                                                  |
| ------- | --------------------- | ---------------------------------------------------------------------------- |
| +4      | Combativo             | Combativo, violento, peligro inmediato para el grupo                         |
| +3      | Muy agitado           | Agresivo, se intenta retirar tubos o catéteres                               |
| +2      | Agitado               | Movimientos frecuentes y sin propósito, lucha con el respirador              |
| +1      | Inquieto              | Ansioso, pero sin movimientos agresivos o violentos                          |
| 0       | Despierto y tranquilo |                                                                              |
| -1      | Somnoliento           | No está plenamente alerta, pero se mantiene despierto más de 10 segundos     |
| -2      | Sedación leve         | Despierta brevemente a la voz, mantiene contacto visual de hasta 10 segundos |
| -3      | Sedación moderada     | Movimiento o apertura ocular a la voz, sin contacto visual                   |
| -4      | Sedación profunda     | Sin respuesta a la voz, con movimiento o apertura ocular al estímulo físico  |
| -5      | Sin respuesta         | Sin respuesta a la voz o al estímulo físico                                  |